# Negübei
Negübei, noto anche come Quiqpei o Nikpaï Oghul (in mongolo: Негу-бей; ... – 1272), è stato un condottiero mongolo, Khan del Khanato Chagatai dal 1271 al 1272.

## Biografia
Discendente di Gengis Khan, Negübei era figlio di Sarban e nipote di Chagatai. Circa la sua data di nascita e la sua gioventù non si sa nulla.
Fu inizialmente un sostenitore del potente Kaidu, amministratore di una parte della Cina occidentale sotto la dinastia Yuan nonché rivale dell'imperatore Kublai Khan e del khan di Chagatai Barak Khan. Alla morte di Barak nel 1272, fu nominato nuovo khan dell'ulus Chagatai grazie all'aiuto di Kaidu, il quale però mantenne de facto il potere assoluto. Nello stesso anno, con l'appoggio dello statista e nobile Masud Bek, varò una riforma monetaria che lanciò il primo conio di monete d'argento all'interno dell'ulus.
Già nel 1272, approfittando delle ribellioni dei figli di Alghu e Barak Khan, tentò di ribellarsi contro l'autorità di Kaidu senza però avere successo. Fuggì quindi verso la Cina, per instaurare probabilmente un'alleanza con Kublai Khan, ma fu catturato dai fedeli di Kaidu e ucciso per il suo tradimento. Alla sua morte fu succeduto al trono dal suo uccisore, Buka Temür.